# ليس للحرب وجه أنثوي
ليس للحرب وجهٌ أنثوي مجموعة شهادات جمعتها الكاتبة البيلاروسية سفيتلانا أليكسييفيتش في العام 1983م، وصدرت في كتاب في العام 1985
ولدت سفيتلانا أليكسيفيتش في إحدى قرى أوكرانيا لأبٍ بيلاروسي كان منتسباً للجيش السوفييتي[بحاجة لمصدر] وأم أوكرانية.
درست الصحافة بجامعة منسك واتخذتها مهنة طوال حياتها. كتبت المسرحية والسيناريو والشعر والقصة القصيرة، قبل أن تنتج أول كتبها «الوجه غير الأنثوي للحرب» وهي بعمر الخامسة والثلاثين، الذي بيعت منه مليوني نسخة، وكان سبباً في تهجيرها من بلادها لعقد من الزمان.

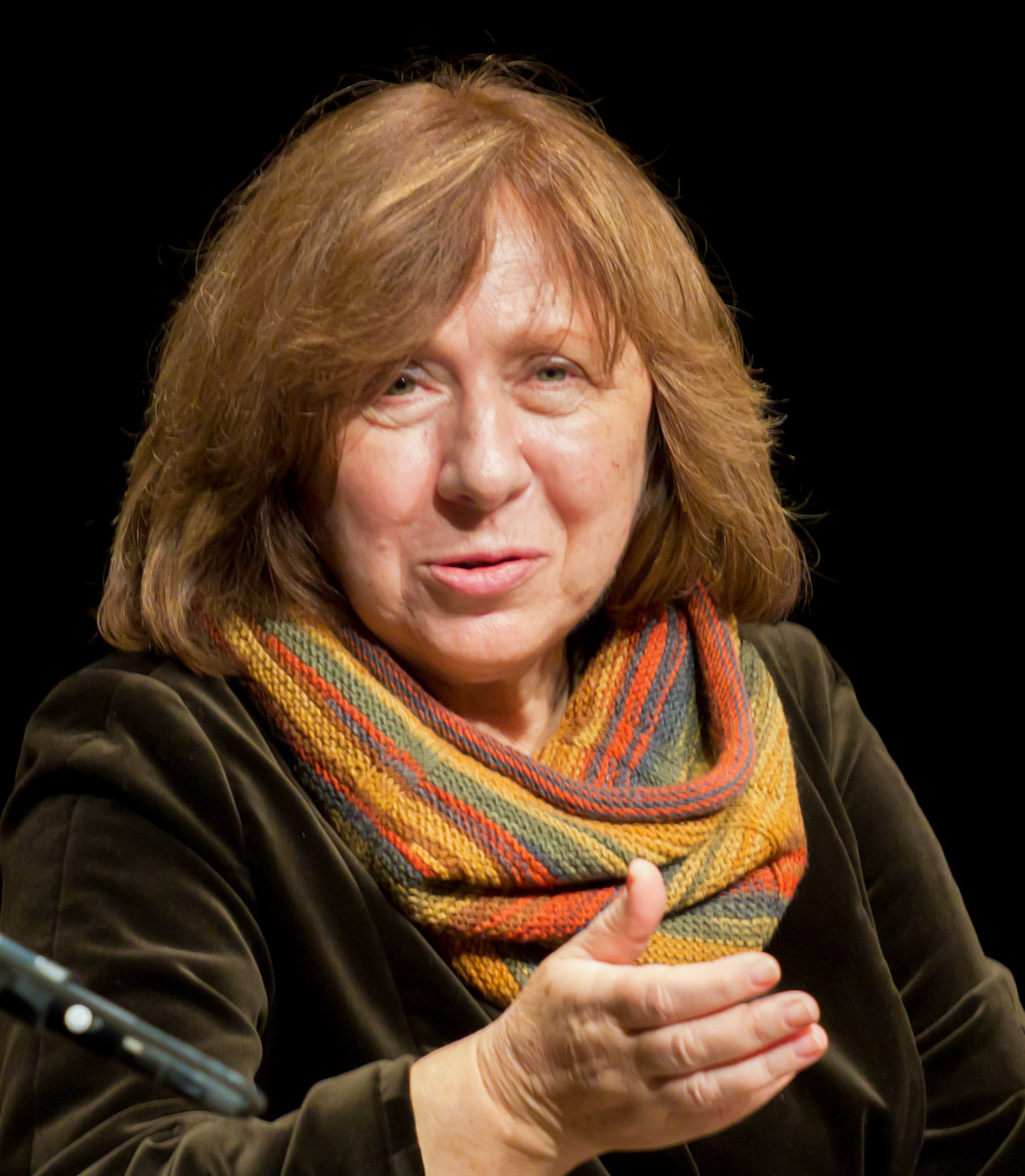
صورة للروائية: سفيتلانا أليكسيفيتش

## متى شاركت النساء في الجيوش أول مرة في التاريخ؟
منذ القرن الرابع قبل الميلاد، شاركت النساء في الجيش اليوناني في أثينا وإسبارطة.[بحاجة لمصدر] وبعد ذلك شاركت النساء في غزوات الإسكندر المقدوني.[بحاجة لمصدر]
كتب المؤرخ الروسي نيكولاي كارامزين: كانت تذهب النساء السلافيات، أحياناً مع آبائهن و أزواجهن إلى الحرب، دون خوف من الموت: ففي أثناء حصار القسطنطينية عام 626، عثر اليونانيون بين القتلى السلافيين على كثير من جثث النساء. حيث كانت الأمهات في تربيتهن للأطفال، تعدهن لكي يكن مقاتلات.
أما بالنسبة للعصر الحديث بدأوا في إنجلترا للمرة الأولى في الفترة من 1560 - 1650، بتجهيز المستشفيات الحربية، التي كانت تعمل فيها النساء المجندات.
أما في القرن العشرين في الحرب العالمية الأولى، جُندت النساء في القوات الجوية الملكية البريطانية، وتشكل الفيلق الملكي المساعد والفرقة النسائية من المشاة الميكانيكية بتعداد 100 ألف مجندة.
بدأت نساء كثيرات في روسيا وألمانيا وفرنسا في الخدمة في المستشفيات العسكرية والقطارات الصحية.
أما في الحرب العالمية الثانية فقد شهد العالم ظاهرة نسائية، شاركت النساء في جميع صفوف القوات والأسلحة في كثير من بلدان العالم، وبلغ عدد النساء في الجيش البريطاني 225 ألف مجندة، وفي الجيش الأمريكي من 450 - 500 ألف مجندة، وفي الجيش الألماني 500 ألف مجندة.
كان يحارب في الجيش السوفيتي نحو مليون امرأة، وكن يتقن جميع الاختصاصات العسكرية، بما فيها تلك التي تتطلب قوة الرجال.

## لغة السرد في الكتاب
أكثر ما يميز لغة الكتاب هو الوصف والانتباه لتفاصيل مميزة لرؤية النساء، فمثلاً كان وصف الجمال حاضراً ”لقد قتلتُ جندياً ألمانياً، كان وسيماً“  أو ”كانت ترقد جميلة في التابوت“، كما أن لغتهنّ مليئة بالألوان والروائح وخشونة قماش الرداء العسكري، وثِقل الحذاء.
كانت لغة المتحدثات مفككة، بعبارات متقطعة ولاهثة، وأفكار متقافزة، ورغم أن تسجيل الإفادات حدث بعد مرور سنوات طويلة على الحرب العالمية الثانية إلا أن قص المتحدثات لقصصهن بهذه الطريقة بعث الحياة في القصص وكأنهن يحكينها تحت قصف الرصاص. ربما تكون الحرب من الهول بما لا يجعلها ماضٍ قابل للتحكم وإعادة الصياغة أبداً.
تمكنت سفيتلانا بانتخاب قصص محددة من بين مئات القصص التي جمعتها لتحدد نمطاً واحداً أو وحدة في الموضوع، ولأننا غير مطلعين على العدد الكلي للإفادات فلن نعرف إذا ما كانت هذه الموضوعات فرضت نفسها بكثافتها الإحصائية، أم أن سفيتلانا كانت تحمل نوايا مسبقة جعلتها تُعد أسئلة محددة، وتنتخب إجابات معينة دون الأخرى. إن كان هذا أو ذاك فالمحصلة كانت جيدة. أما فينا يلي التدخل الأدبي المتعلق بإعادة صياغة الإفادات أو المقدمات التي تسبقها فإن هذا الكتاب مقارنة بكتب سفيتلانا التي تلته كان نيئاً، وخاما، وحقيقيا أكثر.

## هناك حربان
عندما تحكي المحاربات قصصهن للكاتبة كانت تخرج الحكايا أكثر إنسانية وواقعية، كن يحكين قصصهن الخاصة عن الحب في الحرب، وعن سوءها، عن ثِقل الجرحى، وعن خوفهن من الدماء، لأنه بمرور السنوات تقشرت القصص وتبقى في الذاكرة المشاعر الحقيقية. لكن بعضهن ما أن يحضر أحد أقاربهن أو ينتبهن لمسجلة الصوت كن يغيرن القصص الخاصة لصالح القصة العامة؛ ما يجب أن يُحكي لتنشئة الأجيال القادمة. رغبن في تعديل ”لقد كانت الحرب رهيبة“ إلى ”لقد انتصرنا“. حتى الرجال حين سمعوا قصص النساء -كانت أجزاء من الكتاب قد نُشرت في شكل مقالات صحفية قبل أن تُجمع مع بعضها- وصفوها بالتافهة، بل اعتبروها إساءة أن تخرج للعلن غير قصص البطولات والانتصارات، وطالبوهن بإخفاء التاريخ الشفهي والخاص واعتماد التاريخ المشترك الرسمي، المُصاغ من قبل الدولة، حتى بعد انهيار الفكر الشيوعي كانت الايدولوجيا تمد ذراعها لتتحكم في ذاكرتهن.

## نساء في الواجهة
ما كان صادماً في الروايات المحكية في الكتاب أن جميع النساء بادرن بل وأصررن على الذهاب للحرب، من كن مدربات تدريبا عسكريا أو بمدرسة الطب[بحاجة لمصدر] أو التمريض أو المراسِلات، كن يتقدمن للجبهة دون أي تردد ودون انتظار أمر عسكري، والأصغر سناً يُرسلن الطلبات مراراً وتكراراً ويهربن متخفيات إن قُوبل طلبهن بالرفض، هل عطّلت غريزة حب الوطن التفكير في أن الحرب ليست مخصصة للنساء؟ هل التربية الشيوعية[بحاجة لمصدر] وتنشئة الحزب جعلتهن يشعرن بالتساوي مع الرجل؟!.

## طمس الهوية
نص من الكتاب:
”دخل إلي القائد خاطبني:
- إحلقي لها حلاقة رجولية
- لكنها امرأة!
- لا إنها جندي، ستعود امرأة بعد الحرب“

من أهم ما قالته النساء عن الحرب هو حرمانهن من إظهار هوياتهن كإناث، ومطالبتهن بالامتثال لصورة موحدة مذكّرة. الغريب أن بعضهن قبل الحرب لم يكن يمانعن ذلك، لكن بطريقة ما أيقظت ذكورية[بحاجة لمصدر] الحرب رغبتهن في العودة لأصلهن: ”هل أردنا نحن الفتيات أن نكون شبيهات بالرجال؟ نعم. في الفترة الأولى قصصنا شعرنا الطويل وحلقناه بتسريحات قصيرة، حتى أننا عدَّلنا خطواتنا أما في ما بعد، فلا ثم لا، لقد تولَّدت عندنا رغبة شديدة في أن نتزين ونتجمل“ أو ربما هو الموت؛ يقشّر الزائف والمستجلب لصالح ما هو أصيل، فنجد أحداهن تقتل كأفضل قناص في الحرب لكنها تفعل ذلك وهي ترتدي أقراطها، وأخرى تتضور جوعاً لكن حين تُعطَى بيضة تفكر في تلميع حذائها بها بدلاً من أكلها، كنّ يقاتلن بضراوة في النهار لكن في الليل… ”في المساء، تتطلعين إلى أن تجلسي، أن تخيطي، أن تطرزي شيئاً، أن تتذكري عملاً نسائياً…“ لم يكنّ كلهنّ ربّات بيوت، بل معظمهنّ كنّ يافعات بين السنة السادسة عشر والحادية والعشرين، بعضهن تلقين تدريباً ويعرفن ما هي الحياة العسكرية، لكن جميعهنّ شعرن بالرغبة الجامحة في إظهار أنوثتهن بعد الحرب، وجميعهنّ شعرن بالسوء من إخفائها القسري أثناء الحرب. المفارقة الصارخة كانت تكمن في أن خوض الحرب تطلب حباً للوطن، وللحزب، وللفكرة، لكن ذلك لم يمر عبر حب الذات أولاً، والهوية المشتركة «للجندي» لم تتم عبر تقدير الهويات واحترامها ثم تذويبها في وحدة جامعة ومشتركة، بل تم عبر الإلغاء والإنكار. ”تسألينني ما هو الأشدّ رهبة في الحرب؟ بالنسبة إليّ أن أرتدي كلسوناً رجالياً، هذا فعلاً كان رهيباً!… أنتِ في الحرب تنوين الموت في سبيل الوطن وأنتِ ترتدين كلسوناً رجالياً“.

## السمة البشرية لدى النساء في الحرب
برزت كسمة أساسية في الإفادات: النزعة إلى التعاطف مع العدو، علاج الأسرى، واقتسام قطعة الخبز مع الأطفال الألمان، كسمة بشرية أصيلة. لكن غالباً ما قوبل ذلك بالتعنيف؛ تطلبت الحرب قدراً وافراً من الكراهية، حب الوطن وحده لم يكن كافياً للقتل، بل اقتضى الأمر شيطنة العدو وتصويره في الخطابات والأدبيات كآخر مختلف يجب التخلص منه. لكن الأدهى من ذلك كان تحريك هذه المشاعر بالريموت كنترول: على الممرضات القتال إذا احتاجوا لهنّ في الجبهة، لكن عليهن التبسّم في وجه المرضى في المساء وتحمّل الشتائم التي تنطلق منهم، بل وحراسة اليائسين منهم لمنعهم من الانتحار  ”يمكنهم أن يغضبوا وأن يشتموا. ولا يحق لنا ذاك أبداً. كانوا يعاقبوننا على الكلمة الجافية الواحدة عقوبات صارمة حتى الحجز“.  في رواية أحد الجنود على لسان مرافقته أن الألمان قتلوا عائلته فذهب للحرب في الجبهة، قاتل بضراوة، وحين دخلت القوات السوفييتية للحدود الألمانية، ويوم أُعلن النصر شرب محتفلاً مع الآخرين، ثم دخل أحد البيوت الألمانية وأطلق الرصاص على جميع الأسرة، فأعدمه رفاقه رمياً بالرصاص! عليك امتلاك الدافع الشخصي والقدر الكافي من الكراهية لتقتل في الحرب، لكن عليك إلغاء هذه الكراهية صبيحة اليوم التالي مباشرة إن أمَرَتك الدولة بذلك. بعد انتهاء الحرب مباشرة وحال عودة الجنود لقُراهم كان عليهم الانخراط في الحياة الطبيعية: على النساء لبس الفساتين، على الرجال الخوف من الموت، عليهم جميعاً نسيان ما حدث ”بعد أن تعلمنا الكراهية كان علينا أن نتعلم الحب من جديد… كان على إنسان الحرب أن يصبح إنساناً بلا حرب“.
عُومل المقاتلون كأرقام وكإحصائيات، كدبابيس حمراء وزرقاء ملصقة على خريطة في مكاتب قيادة الأركان. من يشرّعون للحرب لا يطلقون الرصاص ولا يرون الجثث، إنهم هناك يتجادلون في مكاتبهم المغلقة، لذلك فالأمر سهل عليهم. شابه ذلك تعليق إحدى الطيارات، والتي قاتلت لعام كامل قبل أن ترى جثة حقيقية: ”أنزلت الطائرة بعد التحليق وقررت الذهاب إلى الغابة… شاهدت جندياً ألمانياً محترقاً مستلقياً هناك… سيطر عليّ خوف… عندما تطير تسيطر عليك فكرة واحدة: أن تعثر على الهدف وتدمره وتعود. لم نكن نرى أمواتاً.. لم يكن لدينا مثل هذا الخوف…“.

## أعادت الحرب تعريف العلاقات
فحين نجد قدراً كبيراً من الأُخوّة لدى المحاربين؛ إذ أن هول الحرب والإحاطة بالموت، وتشارك المصير، والاستعداد الدائم للفداء، خلقت تلك الظروف درجة من الاتصال لدى رفاق الحرب لكنها خلخلت العلاقات الأخرى لدرجة أننا لن نتعجب لتلك الأم التي أغرقت رضيعها في المستنقع ومن دون تردد حتى لا يكشف صوته موقع الكتيبة، أو ثانية قامت بتقبيل جندي مجهول لأن هذا كان آخر ما طلبه قبل أن يلفظ أنفاسه. لكن -وبطريقة يصعب تبريرها رغم أنها متوقعة- هذا النوع من التآخي منع الرجال بعد عودتهم من الزواج بمقاتلات من الجبهة، الرجال برروا ذلك بأنهم يبحثون عن ربات منازل إناث يصلحن كأمهات، والبعض الآخر قال بأنه يراها كأخته فليس بإمكانه الزواج منها، بينما كان للنساء رأيٌ آخر: ”عندما عرض عليّ شابٌ (زوجي لاحقاً) الزواج… هذا حدث في برلين، قرب الرايخستاغ… قال لي: الحرب انتهت. نحن بقينا أحياء. كنا محظوظين. أطلب يدكِ للزواج. أردتُ البكاء، والصراخ، أردت أن أضربه! زواج؟ أي زواج هذا؟ الآن؟ وسط هذا كله… الزواج؟ وسط الدخان الأسود والطوب الأسود… ألقِ نظرة إليّ… انظر كيف أبدو! بداية، عاملني كامرأة: إهدِ إليّ الورد، غازلني، انطق بكلمات جميلة… هذا ما أريده! هذا ما أنتظره! كدت أن أضربه… كان بودي ضربه… كان أحد خديه محترقاً أرجواني اللون، ورأيت أنه فهم كل شيء، وسالت الدموع على خده المحترق. ومن خلال الندبات الطريّة… أنا لا أصدق نفسي، عندما أجبته: نعم، أنا موافقة على الزواج منك“.
أبعد من أثر الحرب فقد فرضت الايدولوجيا سلطتها على العلاقات: فستالين نفسه تبرأ من ابنه حين وقع  أسيراً للألمان، وكذلك كان يفعل الجميع؛ يبلغ الأبناء عن آبائهم ويتهمونهم بالخيانة، تجبر الأم أبناءها على الذهاب للحرب.  ومهما كان مركزك في السابق، بعد الحرب تم بناء المكانة الاجتماعية الجديدة على أساس السؤال ”هل كنت في الجبهة؟ كم وساماً لديك؟“.

## لماذا عليّ أن اقرأ لأليكسيفيتش
إذا أقررنا أن بإمكان الكتب تشكيل الرأي العام، فربما لو تُرجمت كتب سفيتلانا منذ صدورها في أواخر الثمانينات لكان لها دور في الصراعات العربية، أو حروب ما بعد الربيع العربي، سواء بتأثيرها المباشر للنص، أو بصنع نصوص عربية مشابهة تقدم منظوراً مختلفاً، وصورة مكبّرة أكثر عن سوء الحرب.
أنتمي لبلد رزح عقوداً – ولا يزال- تحت وطأة الحرب الأهلية، حرباً لا يقتلك فيها غريب السحنة واللغة بل من تشاركه الدم والعادات والتقاليد، أغلب الحروب قامت لأجل الموارد، وإن لعبت بها ووجهتها بعد ذلك الأيديولوجيات والتمايز الديني، هذا ما جعل كتابة التاريخ في هذه الحالة محفوفاً بالمخاطر، فلا منتصرون في الحروب الأهلية! لاشيء سوى الموت والتصدع الاجتماعي، لذا ربما ستقدم رواية الحرب بهذا المنظور الأكثر بشرية وواقعية سبباً لوقف الموت.

## مؤلفاتها

### ليس للحرب وجه أنثوي1985م
كتبته عام 1983م وصدر عام 1985م، لكنه صدر باللغة العربية في العام 2016م. وهو إفادات لأكثر من مئتي امرأة ممن كنّ  على الجبهة في الحرب العالمية الثانية لقتال ألمانيا النازية، وعددهنّ يُقدر بمليون امرأة.

### فتيان الزنك1990م
صدر باللغة العربية في العام 2016م. وهي إفادات لمن شاركوا في حرب الاتحاد السوفييتي ”غير المعلنة“ في أفغانستان.

### مسحور بالموت1993م
يحكي عن محاولات الانتحار التي تسبب فيها موت فكرة الاتحاد السوفيتي.

### صلاة تشرنوبل1997م
صدر باللغة العربية في العام 2016م. روايات لشهود عايشوا حادثة تشرنوبل النووية.

### آخر الشهود2004م
صدر باللغة العربية في العام 2016م. أعادت فيه أليكسفيتش رواتها إلى ذكرى الحرب العالمية التي شهدوها وهم أطفال.

### زمن مستعمل: نهاية الإنسان الأحمر2013م
صدر باللغة العربية في العام 2018م. إفادات شهود عايشوا إنهيار الاتحاد السوفيتي، والحروب العرقية التي أعقبته، وإرث الغولاغ.

## الجوائز والأوسمة
فازت أليكسفيتش بجائزة لينين كومسمول[بحاجة لمصدر] (1986)، أعقبتها جائزة هردر (1999)، جائزة دائرة نقاد الكتاب الوطنية (2005) من الولايات المتحدة عن كتاب «صلاة تشرنوبل»، جائزة ريزارد كابوشنسكي البولندية عام ( 2011) عن الريبورتاج الأدبي، نيشان الفنون والآداب «برتبة ضابط» عام (2014)، جائزة السلام لتجارة الكتب الألمانية عام (2013)، جائزة اختبار ميديتشي عن كتابها «زمن مستعمل» عام (2013 ) وهي جائزة فرنسية قيّمة تمنح للكتّاب الذين لم تتوافق شهرتهم مع موهبتهم، كما ايضاً فازت بجائزة نوبل للاداب في العام 2015م وهي أول بيلاروسية تمنح جائزة نوبل للاداب.

## روابط خارجية
- ليس للحرب وجه أنثوي على موقع الموسوعة البريطانية (الإنجليزية)